# 12636 Padrielli
12636 Padrielli este un asteroid din centura principală de asteroizi.

## Descriere
12636 Padrielli este un asteroid din centura principală de asteroizi. A fost descoperit pe 13 mai 1971 la Observatorul Palomar de Cornelis Johannes van Houten, Ingrid van Houten-Groeneveld și Tom Gehrels. Asteroidul prezintă o orbită caracterizată de o semiaxă mare de 2,99 ua, o excentricitate de 0,08 și o înclinație de 10,7° în raport cu ecliptica.